# Aileen Geving
Aileen Geving (* 13. Februar 1987 in Duluth als Aileen Sormunen) ist eine US-amerikanische Curlerin. Derzeit spielt sie als Second im Team von Nina Roth.
Geving gewann 2004 und 2007 als Skip die US-amerikanischen Juniorenmeisterschaften und qualifizierte sich jeweils für die Juniorenweltmeisterschaften im gleichen Jahr. Bei beiden Weltmeisterschaften kam sie auf den vierten Platz.
2015 war sie Skip der amerikanischen Frauenmannschaft bei der Weltmeisterschaft 2015 und kam dort auf den zehnten Platz. Im gleichen Jahr wechselte als Second zum Team von 
Nina Roth. Bei der Weltmeisterschaft 2017 wurde sie mit diesem Team Fünfte.
Geving hat mit verschiedenen Mannschaften und auf verschiedenen Positionen an den amerikanischen Meisterschaften teilgenommen und viermal Silber (2010, 2013, 2016 und 2017) und dreimal Bronze gewonnen (2008, 2012 und 2015).
Im November 2017 gewann sie mit dem Team von Nina Roth die amerikanischen Olympic Team Trials und nahm mit ihren Teamkolleginnen (Skip: Nina Roth, Third: Tabitha Peterson, Lead: Becca Hamilton) für die USA an den Olympischen Winterspielen 2018 in Pyeongchang tei. Das US-amerikanische Team beendete das Turnier nach vier Siegen und fünf Niederlagen in der Round Robin auf dem achten Platz.

## Privatleben
Geving ist verheiratet und arbeitet bei einer Versicherungsagentur.